# Lenguas de cordillera Adelbert septentrional
Las lenguas de la cordillera Adelbert septentrional (también llamadas anterioremente lenguas de Croisilles con algunos cambios de clasificación) son una pequeña familia lingüística de lenguas papúes del grupo Madang de las lenguas trans-neoguineanas de Nueva Guinea. Ocupan la región septentrional de la cordillera Adelbert, siendo un grupo relacionado con las Lenguas de Adelbert meridional, otra rama del grupo Madang.

## Clasificación interna
La "división Croisilles" fue propuesta por primera vez por Malcolm Ross (1995), no como una subfamilia lingüística propiamente dicha, sino como un encadenamiento lingüístico. Era una fusión de las poblaciones "Pihom-Isumrud-Mugil" y mabuso de S. Wurm, cada una de las cuales contenía entre 25 y 30 lenguas. Pick (2017) y Usher (2020) consideran inválida dicha fusión y, provisionalmente, también la inclusión de Mugil (Bargam), aunque Pick mantiene el nombre. Usher desambigua la familia como "lenguas de la cordillera Adelbert".

### Usher (2020)
Timothy Usher reclasifica estas lenguas de la siguiente manera.
Cordillera de Adelbert – Estrecho de Isumrud
- Kowano (Estrecho de Isumrud): Waskia, Korak (Amako)
- Cordillera de Adelbert septentrional
  - Yamben
  - Omosano (Río Omosa): Pal (Abasakur), Kobol (Koguman)
  - Río Gilagil (antiguo Isumrud, propiamente dicho)
    - Dimir (Gavak)
    - Brem (Bunabun), Malas (Manep)

  - Cordillera Adelbert noroccidental (Monte Pihom)
    - Río Kaukombar: Mala (Pay), Miani (Maiani, Tani), Maia (Pila, Saki)
    - Kumil-Timper
      - Río Kumil: Bepour, Mauwake (Ulingan), Moere
      - Río Tiboran (Río Timper): Musar; Wanambre; Kowaki, Mawak, Pamosu (Hinihon)

  - Mabulap-Numugen
    - Amaimon (Mabulap) aislado
    - Río Numugen (ver)

### Pick (2017)
Una clasificación interna bastante similar fue elaborada de forma independiente por Pick (2017). Pick no pudo establecer correspondencias sonoras regulares entre el Kobol-Pal (omosano) y el amaimon (mabulap), por lo que los dejó fuera de la familia.
Adelbert septentrional
- Kumil-Tibor (*t- > s, *p- > f, *ŋ > Ø)
  - Tibor [*-n > Ø, *a > e]
    - Mokati (Wanambre)
    - (*k- > h, *C- > [-son]) Kowaki, Mawak, Pamosu, Hember avu (Musar)

  - Kumil [*k- *t- > , *C- > [-son], *-k > cero]: Bepour, Mauwake, Moere
- Kaukombar [*k- *ŋ *-n > Ø]: Mala, Miani, Maiani, Maia
- Manep-Barem [*-ŋ > n, *-g > ŋ, *wV > u]
  - Manep (Malas)
  - Barem (Brem)
- Gabak (Dimir)
- Numugen (*ŋ > n, 6 lenguas)
- Amako-Waskia: Waskia, Korak

Pick señala que el barem y el malas comparten marcadores pronominales en los verbos 'enseñar' y 'mostrar' que son únicos para esos dos verbos.

### Ross (2005)
Existen solo unos pocos rasgos lingüísticos comunes a las lenguas de Croisilles, por lo que la clasificación interna era difícil. La clasificación de Ross más reciente fue esta:
- Dimir–Malas (Isumrud): Dimir, Malas, Brem (Bunabun)
- Kaukombar
  - Bargam (Mugil)
  - Mala (Pay), Miani (Maiani, Tani), Maia (Pila, Saki)
- Kumil: Bepour, Mauwake (Ulingan), Moere, Musar
- Tibor–Omosa
  - Omosano: Pal (Abasakur), Kobol (Koguman)
  - Tiborano: Kowaki, Mawak, Pamosu (Hinihon), Wanambre
- Amaimon (rama aislada)
- Numugen–Mabuso?
  - familia numugen (ver)
  - familia mabuso (ver)

## Comparación léxica
Los numerales en diferentes lenguas de Croiselles:
| GLOSA | Isumrud          | Mugil     | PROTO- ADELBERT N. |
| GLOSA | Brem             | Bargam    | PROTO- ADELBERT N. |
| ----- | ---------------- | --------- | ------------------ |
| '1'   | gagindie         | amulik    | *                  |
| '2'   | aler             | ɡiɡer     | *                  |
| '3'   | karem            | ezeʔman   | *                  |
| '4'   | djirukanim       | aweweʔ    | *                  |
| '5'   | nannem           | abaynaɡin | *                  |
| '6'   | umudbirinnam     | abay+1    | *                  |
| '7'   | ombentavenem + 2 | abay+2    | *                  |
| '8'   | ambentav+3       | abay+3    | *                  |
| '9'   | ambentav+4       | abay+4    | *                  |
| '10'  | ambetavtav       | ben tuh   | *                  |
| GLOSA | Tiborano             | Tiborano          | Tiborano  | Kaukombarano | Kaukombarano      | Kumilano | Numungenano        | PROTO- PIHOI |
| GLOSA | Musar                | Pamosu            | Wanambre  | Maia         | Maiani            | Mauwake  | Usan               | PROTO- PIHOI |
| ----- | -------------------- | ----------------- | --------- | ------------ | ----------------- | -------- | ------------------ | ------------ |
| '1'   | takolik              | (o)tuku           | takárig   | duwa         | udia              | kuisow   | ɡari               | *            |
| '2'   | elep                 | iloβ              | erevérep  | iner         | ner               | erup     | ombur              | *            |
| '3'   | 2 + 1                | 2 + 1             | 2 + 1     | arop         | arop              | arow     | 2 + 1              | *            |
| '4'   | 2 + 2                | 2 + 2             | 2 + 2     | rabam        | arebam            | erepam   | 2 + 2              | *            |
| '5'   | 2 + 2 + 1            | 2 + 2 + 1         | 2 + 2 + 1 | igur         | igur              | ikur     |                    | *            |
| '6'   |                      | 2 + 2 + 2         |           | 5 + 1        | 5 + 1             | 5 + 1    | uben iɡ ue         | *            |
| '7'   |                      | 2 + 2 + 2 + 1     |           | 5 + 2        | 5 + 2             | 5 + 2    | uben iɡ ue iɡ ɡari | *            |
| '8'   |                      | 2 + 2 + 2 + 2     |           | 5 + 3        | 5 + 3             | 5 + 3    |                    | *            |
| '9'   |                      | 2 + 2 + 2 + 2 + 1 |           | 5 + 4        | 5 + 4             | 5 + 4    |                    | *            |
| '10'  | humba embe + takolik | 5 + 5             |           |              | uwapo nener pakak |          | uben iɡ ue iɡ ue   | *            |